# Заленский, Вячеслав Рафаилович
Вячесла́в Рафаи́лович Заленский (9 (21) августа 1875, Чебоксары — 4 июля 1923, Саратов) — русский ботаник-физиолог. Магистр ботаники. Автор работ по анатомии и физиологии растений для высших и средних учебных заведений.

## Биография
Сын Рафаила Осиповича Заленского.
Окончил Императорский Казанский университет (1897), с 1899 года — ассистент кафедры анатомии и физиологии растений Киевского политехнического института; приват-доцент ботаники Киевского университета; с 1908 года — профессор Высших женских курсов в Киеве; профессор (с 1916 года) и ректор (с 1918 года) Саратовского сельскохозяйственного института, одновременно заведующий отделом прикладной ботаники Саратовской сельскохозяйственной станции.
Обосновал применение количественного метода в анатомии растений; одним из первых занялся исследованиями в области экологической физиологии растений.
Заленский установил, что изменение анатомического строения растений по ярусам совершается закономерно в направлении усиления ксероморфности верхних ярусов. Это положение носит название закона Заленского.
Заленский также изучал свойства растений, обусловливающие их засухоустойчивость.

## Работы
- Материалы к количественной анатомии различных листьев одних и тех же растений // Известия Киевского политехнического института, 1904, т. 4, № 1;
- О признаках ксерофильности у растений / В кн.: Труды съезда по селекции, Саратов. 1920.